# Dipsacus leschenaultii
Dipsacus leschenaultii är en tvåhjärtbladig växtart som beskrevs av Thomas Coulter. Dipsacus leschenaultii ingår i släktet kardväddar, och familjen Dipsacaceae. Inga underarter finns listade i Catalogue of Life.